# Bulbophyllum comosum
Bulbophyllum comosum é uma espécie de orquídea (família Orchidaceae) pertencente ao gênero Bulbophyllum. Foi descrita por Henry Collett e William Hemsley em 1890.